# Каинская епархия
Ка́инская епа́рхия — епархия Русской православной церкви, объединяющая приходы в северо-западной части Новосибирской области (в границах Барабинского, Венгеровского, Каргатского, Коченёвского, Куйбышевского, Кыштовского, Северного, Татарского, Чановского, Чулымского, Убинского и Усть-Таркского районов). Входит в состав Новосибирской митрополии.
Административный центр — город Куйбышев (до 1935 года — Каинск).

## История
Территория современной Каинской епархии до 1924 года входила в состав Томской епархии, с 1924 года перешла в состав новоучреждённой Новониколаевской (с 1925 года — Новосибирской) епархии.
Каинская епархия учреждена решением Священного Синода Русской православной церкви 28 декабря 2011 года путём выделения из Новосибирской епархии. Административно включена в состав Новосибирской митрополии. Избранный управляющим епархией иеромонах Феодосий (Чащин), клирик Новосибирской епархии, 17 марта 2012 года был рукоположён в сан епископа Каинского. В 2012 году епархия насчитывала 14 приходов.

## Управляющие
- 17 марта 2012 — 15 апреля 2021 — Феодосий (Чащин)
- 15 апреля 2021 — 15 февраля 2024 (в/у) — Никодим (Чибисов)
- с 15 февраля 2024 — Владимир (Бирюков)

## Святыни
До 1917 года, по данным протоиерея Андрея Сулоцкого, наиболее почитаемыми святынями на территории Каинского округа были чудотворная икона св. Параскевы, находившаяся в часовне близ святого колодца в окрестностях села Вознесенское (ныне Вознесенка, Венгеровского района Новосибирской области), а также местночтимая икона св. Николая в селе Осиновые Колки, почитаемый список Казанской иконы Богоматери в селе Дмитриевская Волость, и местночтимая икона св. Екатерины в селе Бухтарма. В эти населённые пункты регулярно совершались паломничества для поклонения святыням. Спустя десятилетия после полного разорения, в 1995 году была возрождена традиция паломничеств к одной из указанных святынь — святому колодцу в урочище Половинка близ села Вознесенка Венгеровского района, где, по преданию, не позднее середины XIX века явилась чудотворная икона св. Параскевы (сама икона считается утраченной). Вода из колодца считается целебной, над ним в 2005 году была установлена сень с куполом и крестом.
Особо почитаемой является также Казанская икона Богоматери, хранящаяся в Покровском храме города Татарск, которая была подарена для прихода в Татарск, в 1912 году группой переселенцев, и чудом уцелела в период гонений. Особо почитаемой является также Иверская икона Богоматери, хранящаяся в храме Рождества Иоанна Предтечи города Каинска, которая была подарена в 1907 году строительницей храма А. И. Шкроевой в память 50-летней службы Церкви Божьей в Томской епархии архиепископа Томского и Барнаульского Макария. Освящена икона в Иверской часовне города Москвы.

## Благочиния
Епархия разделена на 3 церковных округа:
- Восточное благочиние (Каргатский, Коченёвский, Убинский и Чулымский районы)
- Западное благочиние (Венгеровский, Кыштовский, Татарский, Усть-Таркский и Чановский районы)
- Центральное благочиние (Барабинский, Куйбышевский и Северный районы)